# Maurice Le Guilloux
Maurice Le Guilloux (Plédran, 14 maggio 1950) è un ex ciclista su strada francese.
Professionista dal 1972 al 1984, vinse una tappa al Critérium du Dauphiné Libéré 1978.

## Palmarès
- 1972 (Gitane, una vittoria)

Classifica generale Tour de la Martinique
- 1975 (Gitane, due vittorie)

Grand Prix d'Aix-en-Provence
2ª tappa, 1ª semitappa La Méditerranéenne (Châteauneuf-d'Oze > La Crau)
- 1976 (Gan, due vittorie)

5ª tappa Étoile de Bessèges (Largentière > Lange)
Classifica generale Étoile de Bessèges
Parigi-Limoges
- 1978 (Miko, una vittoria)

3ª tappa Critérium du Dauphiné Libéré (Thonon-les-Bains > Mâcon)

### Altri successi
- 1974 (Sonolor)

Criterium di Le Quillio
- 1975 (Gitane)

Grand Prix Cycliste des Filets Bleus (criterium)
- 1976 (Gan)

Criterium di Poullaouen
- 1977 (Miko)

Criterium di Carhaix
- 1979 (Renault)

Criterium di Plessala
- 1980 (Renault)

Criterium di Le Quillio
- 1981 (Sonolor)

Criterium di Hénon
Criterium di Callac

## Piazzamenti

### Grandi Giri
- Giro d'Italia

1980: 55º
- Tour de France

1975: 72º
1976: 48º
1977: ritirato (14ª tappa)
1978: 27º
1979: 47º
1980: 81º
1981: 56º
1982: 27º
1984: 62º
- Vuelta a España

1983: 37º

### Classiche monumento
- Milano-Sanremo

1975: 58º
1976: 50º
- Giro delle Fiandre

1976: 33º
- Parigi-Roubaix

1974: 44º
1981: 32º
- Liegi-Bastogne-Liegi

1975: 31º
1983: 73º

### Competizioni mondiali
- Campionati del mondo su strada

Yvoir 1975 - In linea: 27º
Nürburg 1978 - In linea: ritirato
Valkenburg aan de Geul 1979 - In linea: 25º
Praga 1981 - In linea: 64º